# Chorthippus beianensis
Chorthippus beianensis is een rechtvleugelig insect uit de familie van de veldsprinkhanen (Acrididae). De wetenschappelijke naam van deze soort is voor het eerst geldig gepubliceerd in 2007 door Zheng & Sun.